# Tunø
Bản mẫu:Geobox Settlement
Tunø là 1 đảo nhỏ của Đan Mạch trong vùng biển Kattegat gìữa đảo Samsø và cách bờ phía đông bán đảo Jutland chừng 8 km. Đảo dài khoảng 4 km, có diện tích là 3,52 km² với 115 cư dân, cư ngụ trong 2 làng Tunø và Løkkegårde. Trên đảo có 1 nhà thờ với cây tháp cũng được dùng làm tháp hải đăng. Đảo có 1 trường tiểu học với 2 học sinh (niên khóa 2007/2008) và 1 thầy giáo. Hàng năm đảo có tổ chức lễ hội âm nhạc dân gian và nhạc jazz từ năm 1986.
Ngoài mỏm phía tây, có 1 cồn cát, trên đó đặt các quạt thu gió biến thành năng lượng.
Về hành chính, Tunø trực thuộc thị xã Odder và Vùng Midtjylland.
Về giao thông, có tuyến tàu phà từ Hov (bờ phía đông Jutland) nối với làng Tunø ở đông nam đảo.